# Rvssian
Rvssian, pseudonimo di Tarik Johnston (Kingston, 12 aprile 1988), è un produttore discografico, cantante e imprenditore giamaicano.

## Biografia
Rvssian si avvicina alla musica fin dall'infanzia, imparando a suonare il pianoforte e la batteria dal padre Michael Johnston, fondatore di Micron Music Limited, storica etichetta reggae. A dicembre 2007, Rvssian fonda l'etichetta discografica indipendente Head Concussion Records, con sede a Kingston.
Diviene noto in patria con il brano Wine Slow inciso insieme al cantante reggae Gyptian. Nel 2009 appare su un remix del pezzo insieme al portoricano Farruko.
Nel 2010 inizia la collaborazione con Vybz Kartel con il brano Life Sweet. Seguono il singolo Jeans and Fitted, che riceve oltre 23 milioni di visualizzazioni su YouTube e vince il premio "Miglior collaborazione musicale" ai Youth View Award del febbraio 2011 e numerosi altri brani come Get Gyal Anywhere, Cure Fi Badmind, Look Pon We, New Jordans, Ever Blessed e Kremlin, oltre a Mamacita, prodotto da Rvssian.
Nel 2014 collabora con Farruko e Sean Paul al brano Passion Whine. Negli anni successivi realizza beat per molti noti cantanti contemporary R&B come Shaggy, Sean Paul e Dizzee Rascal. Nel 2018 collabora per la prima volta con un artista italiano, Sfera Ebbasta per il singolo Pablo, che raggiunge la vetta della classifica Top Singoli stilata dalla FIMI.
Il 6 maggio 2022 ha pubblicato l'EP Italiano con Sfera Ebbasta.

## Discografia

### EP
- 2022 – Italiano (con Sfera Ebbasta)

### Singoli
Come artista principale
- 2011 – Look Pon We (con Vybz Kartel)
- 2014 – Yellow Yellow (con Vybz Kartel)
- 2014 – New Jordans (con Vybz Kartel)
- 2016 – Ride It (con Borgeous e M.R.I. feat. Sean Paul)
- 2016 – Privado (feat. Nicky Jam, Farruko, Arcángel e Konshens)
- 2017 – Burn It Down (AtellaGali & Rvssian feat. Fuego, Konshens e Satori)
- 2017 – Si tú lo dejas (feat. Bad Bunny, Farruko, Nicky Jam e King Kosa)
- 2018 – Henny (con Lary Over)
- 2018 – Hard Drive (con Shenseea e Konshens)
- 2018 – Pablo (con Sfera Ebbasta)
- 2018 – Ponle (con Farruko e J Balvin)
- 2020 – No me ame (con Anuel AA e Juice Wrld)
- 2021 – Nostálgico (con Chris Brown e Rauw Alejandro)
- 2022 – Italiano Anthem (con Sfera Ebbasta)
- 2022 – Mamma mia (con Sfera Ebbasta)
- 2024 – Santa (con Rauw Alejandro e Ayra Starr)

Come artista ospite
- 2010 – Jeans and Fitted (Vybz Kartel feat. Rvssian)
- 2017 – Krippy Krush (Farruko, Nicki Minaj e Bad Bunny feat. Rvssian)
- 2019 – Writing on the Wall (French Montana feat. Post Malone, Cardi B e Rvssian)